# Canisteo Peninsula
Canisteo Peninsula är en udde i Antarktis. Den ligger i Västantarktis. Inget land gör anspråk på området.
Terrängen inåt land är platt. Havet är nära Canisteo Peninsula åt nordväst. Trakten är obefolkad. Det finns inga samhällen i närheten.